# Eminovci
Eminovci su naselje u Republici Hrvatskoj u Požeško-slavonskoj županiji, u sastavu općine Jakšić.

## Zemljopis
Eminovci se nalaze zapadno od Jakšić, na cesti prema Požegi, susjedna naselja su Bertelovci i Treštanovci na sjeveru te Svetinja na istoku.

## Stanovništvo
Prema popisu stanovništva iz 2001. godine Eminovci su imali 714 stanovnika.
| broj stanovnika | 133   | 154   | 165   | 236   | 270   | 312   | 313   | 296   | 328   | 330   | 357   | 553   | 597   | 654   | 714   | 640   | 561   |
|                 | 1857. | 1869. | 1880. | 1890. | 1900. | 1910. | 1921. | 1931. | 1948. | 1953. | 1961. | 1971. | 1981. | 1991. | 2001. | 2011. | 2021. |